# Xander van Mazijk
Xander van Mazijk (Schiedam, december 1991) is een Nederlandse bowler. Hij werd in 2017 als eerste Nederlander ooit individueel wereldkampioen bowlen.
Van Mazijk won op 27 november 2017 goud op het wereldkampioenschap in Las Vegas door in de finale met 224–190 te winnen van de Taiwanees Wu Hao Min. Dit nadat hij in de voorronde met 1.373 punten in zes spellen al de hoogste score van alle 213 deelnemers gooide. Van Mazijk gooide in de finale zeven strikes en drie spares om tot zijn winnende totaal te komen. Hij was voor zijn laatste beurt al zeker van de wereldtitel.
Van Mazijk begon met bowlen bij de Schiedamse bowlingvereniging Musis Sacrum. Hij debuteerde in oktober 2017 in het Nederlandse bowlingteam, toen hij werd geselecteerd om mee te gaan naar de European Champions Cup. Hierop won hij brons. Van Mazijk werkt in het dagelijks leven in de bliksembeveiliging.

## Erelijst
- : World Bowling Championships 2017
- European Champions Cup 2017
- European men championships 2019